# Fundația pentru Dezvoltarea Societății Civile
Fundația pentru Dezvoltarea Societății Civile (FDSC) este o organizație neguvernamentală, independentă, înființată ca persoană juridică fără scop lucrativ în anul 1994, la inițiativa Comisiei Europene.
Pe baza nevoilor diversificate de dezvoltare a sectorului nonprofit românesc, FDSC și-a asumat încă de la început o serie de roluri în cadrul societății civile:
- centru național de resurse
- centru de cercetare a sectorului non-profit
- promotor al sectorului non-profit
- administrarea și acordarea de asistență tehnică pentru programele de finanțare europene destinate sectorului ONG